# Frash
Frash ist die erste, frei zugängliche Flashimplementierung für iOS. Das Projekt wurde vom Hacker comex initiiert, welcher auch die Spirit und jailbreakme Jailbreaks zu verantworten hat. Apple steht seit längerer Zeit in der Kritik, da es offiziell kein Flash auf seinen Handhelds zulässt und stattdessen auf das ihrer Ansicht nach stabilere, zukunftssichere HTML5 setzt.

## Technik
Bei Frash handelt es sich um ein Plugin für den Safari-Webbrowser, der auf den iDevices vorinstalliert ist. Das Plugin macht es sich zunutze, dass der Safari bei ihm unbekannten Dateitypen in seinem Pluginverzeichnis nach entsprechenden Plugins sucht und diese ggf. ausführt. Das Plugin basiert auf der Flashimplementierung für Googles Android.

## Entwicklungsschritte
Im Juli 2010 kündigte der US-amerikanische Hacker comex die Portierung des Flash-Plugins von Android zunächst auf das iPad an.
Später, im August 2010 meldeten schließlich mehrere Nachrichtenseiten, dass Frash nun auch auf dem iPhone und dem iPod touch laufe.

## Bedienbarkeit
Frash zeigt zunächst nur einen Platzhalter an, statt gleich mit der Ausführung der Flashapplikation zu beginnen, damit soll verhindert werden, dass z. B. animierte Flashanzeigen das Gerät unnötig verlangsamen. Nach dem Antippen startet Frash die Applikation. Da es sich bei Frash noch um eine Alpha-Version handelt lassen sich nicht alle Applikationen ausführen und das Plugin bricht oftmals mitten in der Ausführung ab. Ein weiteres Manko sind die fehlenden Pfeiltasten zur Steuerung von beispielsweise Flashspielen, was den Nutzen des Plugins weiter einschränkt. Auch sind manche Funktionen schlicht noch nicht implementiert, sodass komplexere Flashdateien nur unzureichend oder gar nicht lauffähig sind.

## Sicherheit
Obwohl noch keine Meldungen über Sicherheitslücken in dem Plug-in vorliegen ist es sehr wahrscheinlich, dass das Plugin die Sicherheit der iDevices gefährdet. Da sich das Plugin auf die libflashplayer-Programmbibliothek von Adobe stützt, sind deren Sicherheitslücken, also die des Flash Players, auch auf dem iPhone zu erwarten.